# Гаврил Динков
Гаврил Динков (Дингов) е български революционер, деец на Вътрешната македоно-одринска революционна организация.

## Биография
Гаврил Динков е роден в 1870 година в дебърското село Тресонче, тогава в Османската империя. По професия е строител. Включва се в дейността на ВМОРО в Галичко-Реканския район. Динков е връзка между легалното началство на района в Тресонче и нелегалните чети на района. При избухването на Балканската война в 1912 година е доброволец в Македоно-одринското опълчение в нестроева рота на 1 дебърска дружина.
Умира на 13 ноември 1931 година.